# Inga Rumpf
Inga Rumpf (* 2. August 1946 in Hamburg) ist eine deutsche Sängerin und Komponistin.

## Werdegang
Inga Rumpf wurde als Tochter eines Hamburger Seemanns und einer ostpreußischen Schneiderin im Hamburger Stadtteil St. Georg geboren. Anfang der 1960er Jahre hatte sie ihre ersten Auftritte in einem Jugendheim im Hamburger Stadtteil St. Pauli. 1965 wurde sie die Sängerin der Folk-Rock-Gruppe Die City Preachers, in der zeitweise Udo Lindenberg Schlagzeug spielte. Im Jahr 1968 nahm sie als Solointerpretin mit dem Titel Schade um die Tränen am ersten Deutschen Schlager-Wettbewerb teil. 1970 nannten sich Die City Preachers in Frumpy um, mit Carsten Bohn (Drums), Jean-Jacques Kravetz (Keyboards), Karl-Heinz Schott (Bass), Rainer Baumann (Gitarre), und die erste Schallplatte All Will Be Changed entstand.
1972 gründete sich aus Frumpy die neue Formation Atlantis, in der neben Rumpf, Curt Cress und Frank Diez als Gründungsmitglied abermals Schott, Kravetz und Lindenberg in Erscheinung traten. Es folgten erfolgreiche Konzertreisen durch verschiedene Länder mit wechselnden Besetzungen, u. a. mit Dieter Bornschlegel, Ringo Funk, Alex Conti, Adrian Askew und Rainer Schnelle. 1976 löste sich Atlantis auf.
Von 1981 bis 1982 tourte Rumpf mit ihrer Band Reality und war als Dozentin an der Hamburger Musikhochschule tätig; 1983 stand sie für eine einmalige Reunion von Atlantis auf der Bühne. Außerdem coverte Tina Turner ihren 81er Song I Wrote a Letter, B-Seite ihrer Single Let’s Stay Together. In den Jahren 1986 und 1987 engagierte sie sich musikalisch mit der Gruppe Inga Rumpf & Friends in der Initiative „Rock gegen Atom“.
1990 gab es eine Reunion von Frumpy als Trio in der Besetzung Rumpf/Kravetz/Bohn. In den darauf folgenden Jahren wurden mit Frumpy zwei Studio- und ein Live-Album mit Frank Diez an der Gitarre veröffentlicht. 1994 folgten Projekte mit dem Hamburger Pianisten Joja Wendt und der NDR Bigband.

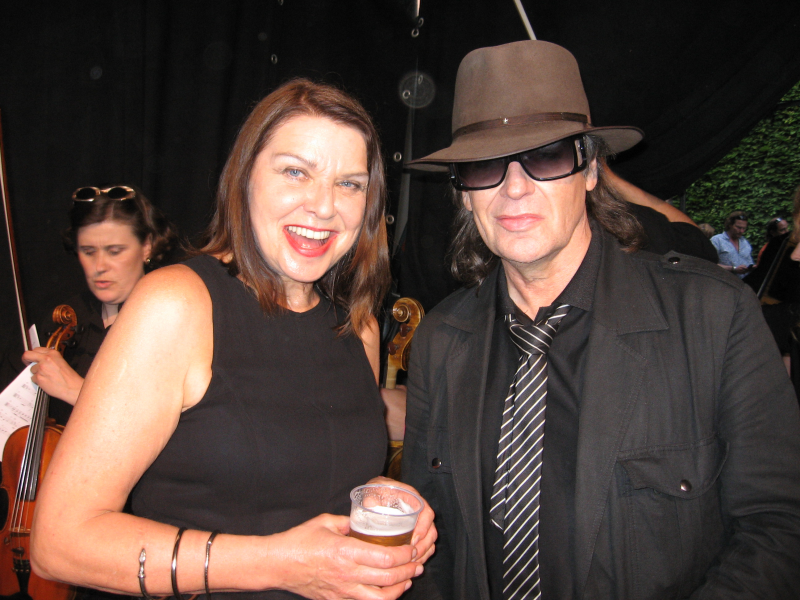
Inga Rumpf mit Udo Lindenberg im Hamburger Stadtpark, 2008

Ende der 1990er Jahre wandte sie sich verstärkt der Gospelmusik zu und trat bei verschiedenen kirchlichen Veranstaltungen auf. 2004 gründete sie ihr eigenes Label „25th Hour Music“. Dort erschienen 2004 die CD Live im Michel und 2005 Easy In My Soul, das in Erinnerung an ihren verstorbenen zweiten Ehemann Nikolaus entstand. Am Album wirkte auch Frumpy-Kollaborateur Jean-Jacques Kravetz mit. 
2006 gab es eine Wiederveröffentlichung der drei Alben My Life Is a Boogie, I Know Who I Am und Reality auf einer Doppel-CD mit dem Titel London – New York – Berlin. 2006 war sie in der Jury des „Gospel-Award“ der Fernseharbeit der evangelischen und der katholischen Kirche sowie der christlichen Hilfsorganisation World Vision Deutschland. Zudem spielten Inga Rumpf & Friends im Vorprogramm von B.B. King während dessen Deutschlandtournee. 
Im Jahr 2007 startete Inga Rumpf die CD-Reihe Official Bootleg. Dabei wurden Konzerte in Worpswede, Stuttgart und Schwerte mitgeschnitten und ungekürzt als limitierte Auflagen veröffentlicht. Außerdem folgte mit Inga Rumpf & Friends: Live im WDR-Rockpalast die erste DVD, aufgenommen im Bonner Musikclub Harmonie.
Mit Bigband-Besetzung und 50-köpfigem Chor spielte sie 2008 im Hamburger Michel ein Konzert, nachdem sie dort neun Jahre lang ausverkaufte Neujahrskonzerte gegeben hatte. 
Zum Anlass von Fritz Raus 80. Geburtstag gastierte sie 2010 mit Udo Lindenberg, Peter Maffay, Howard Carpendale und weiteren Künstlern in der Frankfurter Oper. 
Seit 2012 spielt Inga Rumpf mit dem Gitarristen und Sänger Helmut Krumminga aus Köln (Ex-BAP) in den Formationen KK’nZ und KK’nF, ab 2014 auch im Duett.
2013 brachte Rumpf White Horses als Doppel-LP auf Vinyl heraus, einen Direktmitschnitt im Hamburger Studio von Joja Wendt, mit Thomas Biller und Joe Dinkelbach. In den deutschen Jazzcharts konnte sich das Album auf Platz 5 platzieren. Im selben Jahr las sie für die Märchen-CD Rotkäppchen & seine Freunde des Pänz-Verlag die Erzählung Hänsel und Gretel ein. Mit Teilen der Band BAP spielte sie außerdem zehn Konzerte unter dem Motto „Still Got the Rock“. Der letzte Auftritt des Jahres fand beim Hamburger Motorrad-Gottesdienst im Michel statt.
40 Jahre nach Atlantis – Live in der Fabrik (1974) spielte Rumpf mit KK’nF am 21. November 2014 in der Hamburger Fabrik ein Tribute-Konzert, das im selben Jahr als Doppel-CD in ihrer Reihe Official Bootleg veröffentlicht wurde. Zum Jubiläum 50 Jahre Beat-Club, in dem Rumpf einst mit Frumpy gastiert hatte, nahm sie mit KK’nF an einer Live-Aufzeichnung von Radio Bremen TV im Musikclub Pier 2 teil; präsentierte unter anderem den Song „How the Gipsy Was Born“ von 1971. Neben Rumpf traten Gäste wie Peter Maffay, Udo Lindenberg, The Pretty Things und Wolfgang Niedecken auf.
Zu ihrem 70. Geburtstag gab Rumpf 2016 ein Konzert in der ausverkauften Fabrik in Hamburg und teilte die Bühne mit den Friends und Ehrengästen wie Stefan Stoppok, Alex Conti, Steffi Stephan vom Panikorchester und weiteren.
2018 wurde Rumpf mit dem renommierten German Blues Award in der Kategorie „Beste Sängerin“ beim Baltic Blues Festival in Eutin geehrt, zwei Jahre später erhielt sie diese Auszeichnung erneut. 
2021 feierte Inga Rumpf ihren 75. Geburtstag. Verschiedene Medienformate würdigten die fünf Jahrzehnte andauernde Karriere der Hamburgerin; es erschienen Beiträge bei Magazinen wie Rocks, Schall und GoodTimes oder TV- und Radiosendungen wie Volle Kanne, HH Journal, DAS! oder NDR 90,3. Anlässlich ihres Geburtstages veröffentlichte Rumpf ein Doppel-Album – Universe of Dreams und Hidden Tracks via earMUSIC/edel – sowie ihre Autobiografie Darf ich was vorsingen? beim Ellert & Richter Verlag Hamburg.

## Diskografie (Auswahl)

### Solo
- 1968 – Schade um die Tränen
- 1975 – Second Hand Mädchen
- 1978 – My Life Is a Boogie
- 1979 – I Know Who I Am
- 1981 – Reality
- 1984 – Lieben. Leiden. Leben.
- 1986 – Two Is One
- 1996 – In the 25th Hour
- 1998 – In the Beginning
- 1999 – Walking in the Light
- 2004 – Live im Michel
- 2005 – Easy in My Soul
- 2006 – London – New York – Berlin
- 2007 – Get Rolling Stoned
- 2014 – White Horses (CD und LP)
- 2021 – Universe of Dreams / Hidden Tracks (2 CDs/LPs)

### Mit anderen Künstlern
- 1965 – Die City Preachers – Folklore
- 1966 – Die City Preachers – Warum?
- 1967 – Die City Preachers – Cool Water
- 1968 – Inga & John von den City Preachers – Bonnie & Clyde
- 1970 – Dagmar Krause – I.D. Company
- 1970 – Frumpy – All Will Be Changed
- 1971 – Frumpy – Frumpy 2
- 1972 – Jean-Jacques Kravetz – Kravetz (aka 8 Days in April – The Hamburg Scene)
- 1972 – Frumpy – By the Way
- 1972 – Frumpy – Live
- 1972 – Atlantis – Atlantis
- 1973 – Atlantis – It’s Getting Better
- 1974 – Atlantis – Ooh, Baby
- 1974 – Udo Lindenberg – Cowboy Rocker
- 1975 – Atlantis – Get on Board
- 1975 – Atlantis – Live at Fabrik
- 1976 – Atlantis – Top of the Bill
- 1976 – Peter Herbolzheimer – Hip Walk
- 1982 – Udo Lindenberg – Intensivstationen
- 1990 – Frumpy – Now
- 1991 – Frumpy – News
- 1992 – Joja Wendt Trio feat. Inga Rumpf – Cookin’
- 1993 – NDR Bigband – It’s a Man’s World
- 1994 – Inga Rumpf & Joja Wendt – Fifty-Fifty
- 1995 – Nils Gessinger – Ducks‘N‘Cookies
- 1995 – NDR Bigband – The Spirit of Jimi Hendrix
- 1995 – Frumpy – Live Ninetyfive
- 1996 – Inga Rumpf & Joja Wendt – In the 25th Hour
- 1997 – Inga Rumpf & Joja Wendt Quartett – Live at Lloyd’s
- 1997 – Frumpy – Best of
- 1997 – Rockship – Rough Enough
- 2007 – Inga Rumpf & Friends – At Rockpalast (CD und DVD)
- 2008 – Jean-Jacques Kravetz – Jubilé · 40 Jahre Rock Musik
- 2012 – NDR Bigband und NDR Radiophilharmonie – Radio Love (3 CDs)
- 2014 – Diverse Künstler – Rotkäppchen & seine Freunde
- 2015 – Inga Rumpf & KK’nF – Still Got the Rock (2 CDs)